# The Similitude of a Dream
The Similitude of a Dream è il secondo album in studio del gruppo musicale statunitense The Neal Morse Band, pubblicato l'11 novembre 2016 dalla Radiant Records.

## Descrizione
Suddiviso in due dischi, si tratta di un concept album ispirato al romanzo Il pellegrinaggio del cristiano dello scrittore inglese John Bunyan.
L'album ha ricevuto anche un seguito, intitolato The Great Adventure e pubblicato il 25 gennaio 2019.

## Tracce
Testi di Neal Morse, musiche di Neal Morse, Mike Portnoy, Randy George, Bill Hubauer ed Eric Gillette.
CD 1
1. Long Day – 1:42
2. Overture – 5:51
3. The Dream – 2:27
4. City of Destruction – 5:10
5. We Have Got to Go – 2:29
6. Makes No Sense – 4:09
7. Draw the Line – 4:06
8. The Slough – 3:02
9. Back to the City – 4:18
10. The Ways of a Fool – 6:48
11. So Far Gone – 5:20
12. Breath of Angels – 6:48

CD 2
1. Slave to Your Mind – 5:55
2. Shortcut to Salvation – 4:36
3. The Man in the Iron Cage – 5:15
4. The Road Called Home – 3:23
5. Sloth – 5:47
6. Freedom Song – 3:58
7. I'm Running – 3:44
8. The Mask – 4:28
9. Confrontation – 3:59
10. The Battle – 2:57
11. Broken Sky / Long Day (Reprise) – 9:58

DVD bonus nell'edizione speciale
1. The Making of a Dream (Edited by Randy George) – 66:38

## Formazione
Gruppo
- Neal Morse – voce, tastiera, chitarra elettrica a 6 e 12 corde, percussioni, mandolino, arrangiamento
- Eric Gillette – chitarra elettrica solista e ritmica, voce, arrangiamento
- Randy George – basso, bass pedals, arrangiamento
- Bill Hubauer – organo, pianoforte, sintetizzatore, voce, arrangiamento
- Mike Portnoy – batteria, voce, arrangiamento

Altri musicisti
- Chris Carmichael – violino, viola, violoncello
- Sarah Hubauer – sassofono baritono e contralto (CD 1: traccia 2)
- Dave Buzard – stomps (CD1: traccia 4)
- Eric Darken – percussioni (CD 1: traccia 12)
- Ann, Alfreda e Regina McCrary – cori (CD 1: traccia 12)
- Bruce Babad – sassofono (CD 2: traccia 2)
- Rich Mouser – chitarra aggiuntiva (CD 2: traccia 3), pedal steel guitar (CD 2: traccia 6)
- Steve Herrman – tromba (CD 2: traccia 7)
- Steve Herrman – sassofono tenore e baritono (CD 2: traccia 7)
- Spencer McKee – marimba (CD 2: traccia 10)

Produzione
- Neal Morse, Mike Portnoy, Randy George, Bill Hubauer, Eric Gillette – produzione
- Jerry Guidroz – ingegneria parti di batteria
- Rich Mouser – missaggio
- Sage Okumoto – editing digitale aggiuntivo

## Classifiche
| Classifica (2016)         | Posizione massima |
| ------------------------- | ----------------- |
| Belgio (Fiandre)          | 169               |
| Belgio (Vallonia)         | 86                |
| Francia                   | 178               |
| Germania                  | 25                |
| Paesi Bassi               | 49                |
| Stati Uniti (christian)   | 10                |
| Stati Uniti (hard rock)   | 7                 |
| Stati Uniti (independent) | 18                |
| Stati Uniti (rock)        | 27                |
| Stati Uniti (tastemaker)  | 20                |
| Svizzera                  | 56                |